# تیموتی او. هاو
تیموتی او. هاو (به انگلیسی: Timothy O. Howe) سناتور سابق عضو حزب جمهوری‌خواه ایالات متحده آمریکا بود. وی در سال ۱۸۶۱ تا ۱۸۷۹ میلادی سناتور ایالت ویسکانسین در سنای ایالات متحده آمریکا بود.